# Sihom Cot
Sihom Cot is een bestuurslaag in het regentschap Aceh Besar van de provincie Atjeh, Indonesië. Sihom Cot telt 269 inwoners (volkstelling 2010).